# 830
830 (DCCCXXX) je bilo navadno leto, ki se je po julijanskem koledarju začelo na soboto.

## Dogodki
- 1. januar

## Rojstva
- Engelšalk I. Gornjepanonski, panonski mejni grof († 871)
- Karlman Bavarski, kralj Bavarske in Italije († 880)
- Robert Močni († 866)
- Sveti Naum († 910)
- Viljem II., mejni grof Panonske marke († 871)